# Volga
Volga (rusko Во́лга) je reka, ki teče po zahodni Rusiji od izvira v Valdajskem hribovju v Tverski oblasti do izliva v Kaspijsko jezero. S skupno dolžino 3690 km je najdaljša reka v Rusiji in celotni Evropi, prav tako je največja v Evropi po pretoku in velikosti porečja.
Za Ruse ima velik simbolni pomen kot zibelka ruske kulture, pravijo ji »Mati Volga«. V njenem porečju, ki obsega približno dve petini evropskega dela Rusije, živi skoraj polovica vseh prebivalcev Ruske republike. V času Sovjetske zveze je bil tok reguliran s serijo ogromnih jezov in prekopov, ki so omejili redno poplavljanje in omogočili izkoriščanje za pridobivanje električne energije ter transport.

## Tok in pritoki
Volga je najdaljša reka v Evropi, njeno povodje pa je skoraj v celoti znotraj Rusije, čeprav je najdaljša reka v Rusiji rečni sistem Ob-Irtiš. Spada v zaprto povodje Kaspijskega jezera, in je najdaljša reka, ki se izliva v zaprto povodje.
Tok Volge delimo na tri dele: zgornji, srednji in spodnji. Izvira v Valdajskem hribovju na nadmorski višini 226 m in teče v zgornjem toku proti vzhodu mimo mest Ržev, Tver, Jaroslavelj ter Nižni Novgorod, kjer se njen tok zelo razširi. Pri Kazanu se obrne desno in teče v srednjem toku proti jugu/jugozahodu. Tu se ob desnem (zahodnem) bregu razprostira hribovje, ob levem pa prostrane stepe. Smer zmoti Žigulsko gorovje, ki ga Volga obide z ogromnim okljukom proti vzhodu, na najvzhodnejšem delu katerega stoji mesto Samara. Potem teče v prvotni smeri mimo Saratova do Volgograda, kjer se približa toku reke Don in napravi oster ovinek stran od nje proti vzhodu. V tem, spodnjem toku, teče skoraj 500 km po Kaspijski depresiji pod nivojem morske gladine do izliva v Kaspijsko jezero naprej od mesta Astrahan.
Njen tok zaznamuje tudi serija jezov, zgrajenih v času Sovjetske zveze, ki so spremenili velik del toka v serijo ogromnih akumulacijskih jezer. To so: 
- Volgograjsko jezero
- Saratovsko jezero
- Kujbiševsko jezero (tudi Samarsko jezero)
- Čeboksarijsko jezero
- Gorkijsko jezero
- Ribinsko jezero
- Ugliško jezero
- Ivankovsko jezero

Najpomembnejši pritoki Volge so Oka, Sura, Vetluga, Kama in Samara. V času Sovjetske zveze je bilo zgrajenih tudi več prekopov, ki reko povezujejo z drugimi povodji. Najobsežnejša je serija prekopov med Ribinskim jezerom in Sankt Peterburgom na severozahodu, ki predstavlja povezavo z Baltskim ter Belim morjem. Pomembna sta tudi Prekop Volga–Don na jugu in Moskovski prekop, ki povezuje reko Moskvo z zgornjim tokom Volge pri Dubni. Moskva, ob kateri stoji istoimenska ruska prestolnica, je sicer pritok Oke, ki se izliva v Volgo pri Nižnem Novgorodu, tako da ima mesto dve povezavi z Volgo. Prav na račun povezav prek Volge in omrežja kanalov je dobilo mesto Moskva vzdevek »Pristanišče petih morij« (Kaspijskega, Baltskega, Belega, Azovskega in Črnega).

## Hidrologija
V grobem ima Volga pretok okrog 290 km³ na leto. Podnebni dejavniki – predvsem padavine in izhlapevanje – imajo največji vpliv na njen rečni režim. Načeloma je tok miren, z viškom maja in junija, ko lahko reka poplavlja, in obdobjem nizkega vodostaja pozno poleti. Tri mesece na leto je po skoraj vsej dolžini zamrznjena.
Zaradi nesinhronega nihanja obeh glavnih dejavnikov prihaja do večletnih ciklov pretoka, kjer se lahko minimumi in maksimumi razlikujejo za več kot dvakrat. Od konca 19. stoletja, ko so znani podatki o pretoku, je prihajalo tudi do dolgoročnejših sprememb, predvsem je očiten drastičen upad pretoka v petdesetletnem obdobju med letoma 1927 in 1977, ki je povzročil katastrofično znižanje vodostaja Kaspijskega jezera. Od takrat do danes se pretok dokaj hitro viša.
Kljub intenzivnemu izkoriščanju za potrebe kmetijstva in industrije v času vrhunca Sovjetske zveze konec 1980. let je bil pretok Volge zmanjšan zgolj za okoli desetino, kar se od razpada velesile samo še zmanjšuje.
Tudi njena delta je obsežna, ena od desetih največjih delt na svetu. Volga je največja reka, ki se izliva v zaprt vodni bazen namesto v svetovni ocean in prispeva približno 80 % pritoka Kaspijskega jezera. Vodostaj le-tega je posledično odvisen predvsem od pretoka Volge. Trenutno je več kot 26 m pod nivojem morske gladine. Delta pokriva površino približno 20.000 km² in je zelo položna, kar se nadaljuje tudi dlje od obale. Na meji med delto Volge in vodami Kaspijskega jezera je razlika v slanosti samo okrog 3 ‰ in bibavica je zanemarljiva. Zaradi položnosti in nihanja vodostaja Kaspijskega jezera se je položaj delte skozi zgodovino premikal za več kot 700 km.

## Naselja
V porečju Volge stoji 11 od 20 največjih ruskih mest, vključno s prestolnico Moskvo, ki je ob enem od njenih pritokov.
Pomembnejša naselja ob sami reki so Volgograd, Nižni Novgorod, Saratov, Kazan, Toljati, Tver, Jaroslavelj, Astrahan, Uljanovsk in Samara. 

## Človeška zgodovina
Območje Volga-Oka je bilo zasedeno že vsaj 9000 let in je podpiralo industrijo kosti in rogovja za proizvodnjo kostnih konic puščic, sulic, bodal, lovskih nožev in šil. Izdelovalci so uporabljali tudi lokalni kremen in uvožene kremene.
Območje okoli Volge so v prvem tisočletju našega štetja naselila slovanska plemena Vjatiči in Bužani, finska, skandinavska, baltska, hunska in turška ljudstva (Tatari, Kipčaki), ki so nadomestila Skite. Poleg tega je imela reka ključno vlogo v trgovini z Bizantinskim cesarstvom. Antični učenjak Ptolemaj iz Aleksandrije omenja spodnjo Volgo v svoji Geografiji (knjiga 5, 8. poglavje, 2. zemljevid Azije). Imenuje jo Rha, kar je bilo skitsko ime za reko. Ptolemaj je verjel, da imata Don in Volga isto zgornjo vejo, ki je pritekla iz Hiperborejskega gorovja. Med 2. in 5. stoletjem so bili baltski ljudje zelo razširjeni v današnji evropski Rusiji. Balti so bili razširjeni od reke Sož do današnje Moskve in so pokrivali velik del današnje Srednje Rusije in se mešali z Vzhodnimi Slovani. Ruska narodnost v zahodni Rusiji in okoli reke Volge se je v veliki meri razvila poleg drugih plemen iz vzhodnoslovanskega plemena Bužanov in Vjatičev. Vjatiči so bili prvotno skoncentrirani na reki Oki. Poleg tega je več krajev v Rusiji povezanih s slovanskim plemenom Bužan, kot na primer Srednij Bužan v Orenburški oblasti, Buzan in reka Buzan v Astrahanski oblasti. Bužan (perzijsko بوژان, latinizirano: Būzhān; znan tudi kot Būzān) je tudi vas v Nišapurju v Iranu. V poznem 8. stoletju je ruska država Ruski kaganat zabeležena v različnih severnih in orientalskih virih. Volga je bila ena glavnih rek kulture ruskih kaganatov.
Kasneje je porečje igralo pomembno vlogo pri premikih ljudstev iz Azije v Evropo. Močna država Volška Bolgarija je nekoč cvetela tam, kjer se Kama spoji z Volgo, medtem ko so Hazari nadzorovali spodnje odseke reke. Mesta na Volgi, kot so Itil, Saqsin ali Saraj, so bila med največjimi v srednjeveškem svetu. Reka je služila kot pomembna trgovska pot, ki je povezovala Skandinavijo, finska območja z različnimi slovanskimi plemeni ter turško, germansko, finsko in drugo ljudstvo v Stari Rusiji, Volško Bolgarijo pa s Hazarijo, Perzijo in arabskim svetom.
Od 6. do 8. stoletja so se Alani naselili na območju Srednje Volge in v stepah južne ruske regije v Pontsko-kaspijski stepi.
Hazare so zamenjali Kipčaki, Kimeki in Mongoli, ki so ustanovili Zlato hordo v spodnjem toku Volge. Kasneje se je njihovo cesarstvo razdelilo na Kazanski kanat in Astrahanski kanat, ki so ju Rusi osvojili med rusko-kazanskimi vojnami v 16. stoletju. Globok občutek ruskega ljudstva do Volge odmeva v nacionalni kulturi in literaturi, začenši s staroruskim junaškim epom Pesem o Igorjevem pohodu iz 12. stoletja. Pesem volških čolnarjev je ena izmed mnogih pesmi, posvečenih nacionalni reki Rusije.
Gradnja jezov iz obdobja Sovjetske zveze je pogosto vključevala prisilno preselitev velikega števila ljudi, pa tudi uničenje njihove zgodovinske dediščine. Na primer, mesto Mologa je bilo poplavljeno zaradi izgradnje Ribinskega rezervoarja (takrat največjega umetnega jezera na svetu). Gradnja rezervoarja Uglič je povzročila poplave več samostanov s stavbami iz 15. in 16. stoletja. V takih primerih je ekološka in kulturna škoda pogosto presegla vsako gospodarsko prednost.

### 20. stoletje sporov
Med rusko državljansko vojno sta obe strani postavili vojaške ladje na Volgo. Leta 1918 je Rdeča volška flotila sodelovala pri pregonu belcev proti vzhodu, od Srednje Volge pri Kazanu do Kame in na koncu do Ufe na Belaji.
Med drugo svetovno vojno je bilo mesto na velikem ovinku Volge, trenutno znano kot Volgograd, priča bitki za Stalingrad, morda najbolj krvavi bitki v človeški zgodovini, v kateri sta se Sovjetska zveza in nemške sile znašli na mrtvi točki v pat bitki za dostop do reke. Volga je bila (in je še vedno) pomembna prometna pot med osrednjo Rusijo in Kaspijskim jezerom, ki omogoča dostop do naftnih polj polotoka Abšeron. Adolf Hitler je nameraval uporabiti dostop do naftnih polj v Azerbajdžanu za spodbujanje prihodnjih nemških osvajanj. Poleg tega je tisti, ki je držal obe strani reke, lahko prestavil sile čez reko, da bi premagal sovražnikove utrdbe onkraj reke. Z zavzetjem reke bi Hitlerjeva Nemčija lahko premaknila zaloge, orožje in ljudi v severni del Rusije. Hkrati bi lahko Nemčija to transportno pot s strani Sovjetske zveze trajno zavrnila, s čimer bi ovirala njen dostop do nafte in oskrbe preko perzijskega koridorja.
Zaradi tega je bilo izvedenih veliko amfibijskih vojaških napadov, s katerimi so poskušali odstraniti drugo stran z bregov reke. V teh bitkah je bila Sovjetska zveza glavna ofenzivna stran, medtem ko so nemške čete uporabljale bolj obrambno držo, čeprav je bil večji del spopadov boj z bližine, brez jasne ofenzivne ali obrambne strani.

## Etnične skupine
Ob reki Volgi je živelo veliko različnih etničnih skupin. Številna so bila vzhodnoslovanska plemena Vjatiči, ki so imela odločilno vlogo pri razvoju sodobnih Rusov. Med prvimi zabeleženimi ljudmi vzdolž zgornje Volge so bili tudi finski Marijci (Мари) in Merja (Мäрӹ). Tam, kjer Volga teče skozi stepe, je bilo območje naseljeno tudi s iranskim ljudstvom Sarmati od leta 200 pr. n. št. Že od antičnih časov, še preden so se razvile ruske države, je bila reka Volga pomembna trgovska pot, kjer so živeli ne le slovanski, turški in finski narodi, temveč tudi arabski svet Bližnjega vzhoda, ki se je preko trgovanja srečal z Varjagi, ljudmi v nordijskih državah. V 8. in 9. stoletju se je kolonizacija začela tudi iz Kijevske Rusije. Slovani iz Kijevske Rusije so prinesli krščanstvo v zgornjo Volgo, del neslovanskega lokalnega prebivalstva pa je sprejel krščanstvo in postopoma postal vzhodni Slovani. Preostanek Marijcev se je preselil na vzhod daleč v notranjost. V nekaj stoletjih so Slovani asimilirali avtohtono finsko prebivalstvo, kot sta ljudstva Merja in Meščera. Preživela ljudstva finske etnične pripadnosti vključujejo Marijce in Mordvince srednje Volge. Tudi Hazari in bolgarski narodi so naseljevali zgornji, srednji in spodnji del porečja Volge.
Poleg Hunov so v 7. stoletju prišla najstarejša turška plemena in asimilirala nekaj finskega in indoevropskega prebivalstva ob srednji in spodnji Volgi. Muslimanski Tatari so potomci prebivalstva srednjeveške Volške Bolgarije. Druga turška skupina, Nogajci, je prej naseljevala spodnje volške stepe.
V Volški oblasti živi nemška manjšina, povolški Nemci. Katarina Velika je leta 1763 izdala manifest, v katerem je vse tujce povabila, naj pridejo in naselijo regijo in jim ponudila številne spodbude za to. To je bilo deloma za razvoj regije, pa tudi za zagotovitev varovalnega pasu med Rusi in Mongoli na vzhodu. Zaradi razmer na nemških ozemljih so se Nemci odzvali v največjem številu. Pod Sovjetsko zvezo se je del regije spremenil v Nemško avtonomno sovjetsko socialistično republiko Volga.

## Plovnost
Volga, razširjena za plovbo z izgradnjo ogromnih jezov v letih industrializacije Josifa Stalina, je velikega pomena za celinski ladijski promet in transport v Rusiji: vsi jezovi v reki so opremljeni z velikimi (dvojnimi) ladijskimi zapornicami, tako da lahko plovila velikih dimenzij potujejo od Kaspijskega jezera skoraj do zgornjega konca reke.
Povezave z reko Don in Črnim morjem so možne preko prekopa Volga-Don. Povezave z jezeri severa (Ladoško jezero, Oneško jezero), Sankt Peterburgom in Baltskim morjem so možne po vodni poti Volga–Baltik; in trgovino z Moskvo je realiziral Moskovski prekop, ki povezuje Volgo in reko Moskvo.
Ta infrastruktura je bila zasnovana za plovila sorazmerno velikega obsega (dimenzije zapornice 290 x 30 metrov na Volgi, nekoliko manjša na nekaterih drugih rekah in prekopih) in se razteza na več tisoč kilometrov. Številna prej državna, zdaj večinoma privatizirana podjetja upravljajo potniška in tovorna plovila na reki; Volgotanker z več kot 200 tankerji za nafto je eden izmed njih.
V poznejši sovjetski dobi, do sodobnega časa, sta bila žito in olje med največjimi izvoznimi tovori, ki so se prevažali po Volgi. Do nedavnega je bil dostop do ruskih plovnih poti tujim plovilom dovoljen v zelo omejenem obsegu. Vse večji stiki med Evropsko unijo in Rusijo so privedli do novih politik glede dostopa do ruskih celinskih plovnih poti.

## Satelitski posnetki
- Pogled na reko in Volgograd iz vesolja.
- Delta reke Volge/Terra/ MODIS 2010-07-17.
- Terra/MODIS, 2002-05-17.
- Terra/MODIS, 2001-10-10.

## V popularni kulturi

### Film
- Volga-Volga (Волга-Волга’’, 1938) – sovjetska filmska komedija režiserja Grigorija Aleksandrova
- Ekaterina Voronina (Екатерина Воронина’’, 1957) – sovjetski dramski film režiserja Isidorja Annenskega
- Most je zgrajen (1965) – sovjetski film o gradnji cestnega mostu čez Volgo v Saratovu, avtorjev Olega Efremova in Gavriila Egiazarova
- Kruta romanca (Жестокий романс’’, 1984) – romantična drama v režiji Eldarja Rjazanova
- Volilni dan (День выборов’’, 2007) – ruska komedija režiserja Olega Fomina

### Glasba
- Pesem volških čolnarjev

### Video igre
- Metro Exodus –  Volga je ena glavnih stopenj igre